# Китайска гражданска война
Китайската гражданска война (на китайски: 國共内戰) е военен конфликт на територията на днешен Китай, в който главни участници са Националистически Китай, воден от партия Гоминдан и Чан Кайшъ от една страна, и Комунистически Китай, начело с ККП и Мао Дзедун, от друга. На различни етапи в конфликта участват редица автономни провинции (клики) и местни революционни движения, останали необвързани с двете големи враждуващи фракции. Войната избухва през 1927 година и приключва през 1949 (с консолидирането на Китайската народна република) или 1950 (с присъединяването на Тибет към КНР).
Войната избухва през 1927 година след т.нар. „Северен поход“ на Гоминдана, целящ да сложи край на разпокъсаността на страната като обедини всички клики и военачалници под своя флаг. Номинално Китай бива обединен през 1928, но това не се случва на практика – някои клики, като Фънтиан, продължават да поддържат големи армии под собствен контрол, дори вече да не притежават територия. Шанхайското клане една година по-рано служи като катализатор и за вътрешно разцепление в Гоминдана, тъй като в клането са избити десетки хиляди привърженици на комунистическата партия. Крехкото обединение започва да се разпада бързо, и през 1930 избухва Джунюенската война. Гоминданът се справя с отцепниците, след което насочва вниманието си срещу комунистическите сили и започва кампании за обграждане. Този първи етап на гражданската война – между комунистите, националистите, и отделни клики (Ма, Шанси, Гуанси, Юнан) – продължава до 1937 година, когато на враговете се налага да се обединят срещу нападението на Японската империя. През 1945 и 1946 съществува кратко примирие, в което националистите и комунистите се надлъгват с помощта на своите съюзници – съответно САЩ и СССР. Примирието се разпада през 1946, когато Гоминданът започва пълномащабна офанзива със 113 бригади срещу комунистите в Манджурия. Комунистическите сили обаче вече са набрали огромна войска и опълчение, благодарение на широката подкрепа за ККП сред бедното и предимно селско китайско население. Националистическите войски претърпяват редица тежки загуби, и в крайна сметка войната приключва без примирие с оттеглянето на Гоминдана на о-в Тайван през 1949. Тибет, дотогава непризнат като независима държава, е присъединен към Китай през 1950.
В резултат на гражданската война Китай е обединен след дълъг период на политическа разпокъсаност, но не под националистическата, а под комунистическата партия. Това е най-мащабната гражданска война, и най-голямата война в историята след Първата и Втората световна. Тя продължава и днес – демонстрация за това са все още изострените отношения между Народна република Китай и Република Китай (Тайван), които обаче поддържат близки икономически отношения. В китайската комунистическа историография войната, най-вече във втория си етап (1946 – 50) се нарича „Освободителна война“, или „Трета революционна война“ (на китайски: 第三次国内革命战争).

## Причини
След десетилетия на конфликти с Великите сили, корупция и вътрешна нестабилност, императорската династия Цин пада през 1911 година, а на следващата година е обявена Китайска република. Северната част на Китай обаче остава под контрола на различни по влиятелност и сила военачалници; де факто държавата на Цин се разпада на няколко по-малки държави, което дава началото на т.нар. Ера на военачалниците. Партия Гоминдан, антимонархичестка и с националнообединителна цел, започва кампания да обедини отново Китай в една държава под ръководството на Сун Ятсен.
Сун търси подкрепа от Запада, но призивите му за помощ биват игнорирани. Така през 1921 той се обръща към Съветския съюз (тогава все още РСФСР). СССР бързо се ангажира да подкрепи каузата на китайското обединение, и през 1923 Сун и съветското аташе в Шанхай Адолф Йофе подписват манифест Сун-Йофе, според който съветският политически модел е несъвместим с идеите на Гоминдана, но СССР ще окаже подкрепа за целта на партията.